# Rhynchospora stenocarpa
Rhynchospora stenocarpa är en halvgräsart som beskrevs av Carl Sigismund Kunth. Rhynchospora stenocarpa ingår i släktet småag, och familjen halvgräs. Inga underarter finns listade i Catalogue of Life.